# Жмурко, Артём Владимирович
Артём Влади́мирович Жмурко́ (3 октября 1985, Полысаево, Кемеровская область) — российский лыжник, член сборной команды России по лыжным гонкам.

## Спортивные достижения
Чемпион зимней Универсиады 2009 в Харбине в гонке на 30 км классическим стилем. Победитель этапа Кубка мира 2009—2010 в Рыбинске в дуатлоне на 30 км.
Претендовал на попадание в состав олимпийской сборной для участия в зимней Олимпиаде в Ванкувере.

## Статистика выступлений в Кубке мира
| 2009—2010 |         |         |        |           |                |       |       |
| Отепя     | Рыбинск | Лахти   | Лахти  | Осло      | Фалун Финал КМ | Итоги | Итоги |
| 15 Кл     | 30 Д    | 30 Д    | Э 4x10 | 50 Св Мст | 40 См          | Очков | Место |
| 9         | 1       | 8       | 4      | 36        | 15             | 231   | 33    |
| 2010—2011 |         |         |        |           |                |       |       |
| Елливаре  | Отепя   | Рыбинск | Итоги  | Итоги     |                |       |       |
| Э 4х10    | 15 Кл   | 30 Д    | Очков  | Место     |                |       |       |
| 5         | 42      | 37      |        |           |                |       |       |

## Награды
- Орден Дружбы (26 января 2023 года) — за обеспечение успешной подготовки спортсменов, добившихся высоких спортивных достижений на XXIV Олимпийских зимних играх 2022 года в городе Пекине (Китайская Народная Республика)[2]
- Медаль ордена «За заслуги перед Отечеством» II степени (29 июня 2018 года) — за успешную подготовку спортсменов, добившихся высоких спортивных достижений на XXIII Олимпийских зимних играх 2018 года в городе Пхенчхане (Республика Корея)[3]